# We're Not Gonna Sleep Tonight
We're Not Gonna Sleep Tonight è un singolo della cantautrice britannica Emma Bunton, pubblicato il 10 dicembre 2001 come terzo estratto dal primo album in studio A Girl like Me.

## Descrizione
Il brano è stato scritto dalla stessa cantante insieme a Rhett Lawrence e conteneva il lato B Let Your Baby Show You How to Move.

## Successo commerciale
Il brano raggiunse la posizione numero 20 della classifica dei singoli inglese e la posizione 62 della classifica irlandese. Il video della canzone è stato diretto da Paul Griffin.

## Tracce
UK CD single
1. We're Not Gonna Sleep Tonight (radio mix) – 3:10
2. We're Not Gonna Sleep Tonight (3AM Mix) – 6:38
3. Let Your Baby Show You How to Move – 3:07

UK DVD single
1. Emma Introduces Her New Video – 0:30
2. We're Not Gonna Sleep Tonight (radio mix video) – 3:10
3. Let Your Baby Show You How to Move (audio with picture gallery) – 3:07
4. We're Not Gonna Sleep Tonight (album version with picture gallery) – 3:23
5. Emma Talks About Making Her Video – 0:30
6. Emma Talks About Making Her Video – 0:30
7. Emma Talks About Making Her Video – 0:30

## Classifiche
| Classifica (2001)     | Posizione |
| --------------------- | --------- |
| Classifica britannica | 20        |
| Classifica irlandese  | 62        |
| Classifica rumena     | 40        |